# Psychrolutes sio
Psychrolutes sio är en fiskart som beskrevs av Nelson, 1980. Psychrolutes sio ingår i släktet Psychrolutes och familjen paddulkar. Inga underarter finns listade i Catalogue of Life.